# Llengües paleohispàniques

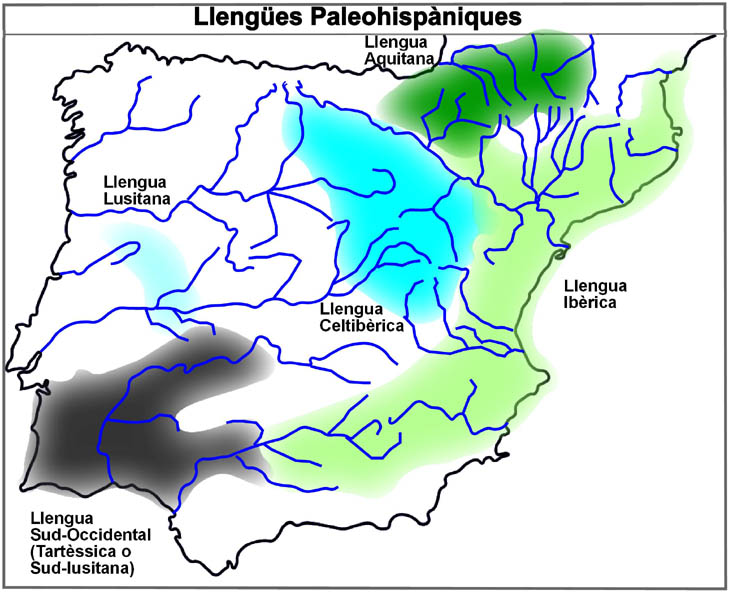
Llengües paleohispàniques

Les llengües paleohispàniques, també conegudes com a llengües preromanes de la península Ibèrica, són les llengües indígenes que es parlaven a la península Ibèrica abans que la llengua llatina hi esdevingués la llengua dominant.
Algunes d'aquestes llengües estan documentades directament per escrit fonamentalment mitjançant l'ús d'escriptures paleohispàniques, des de com a mínim el segle v aC, potser des del s. VII aC, fins a finals del s. I aC o principis del s. I dC.
- La llengua ibèrica.
- La llengua celtibèrica.
- La llengua tartèssia (també coneguda com a llengua del sud-oest de la península Ibèrica i com sud-lusitana).
- La llengua lusitana.

Altres llengües només poden ser identificades indirectament a través de topònims, antropònims i teònims citats per les fonts clàssiques o usats en inscripcions en llatí i grec.
- La llengua aquitana.
- La llengua basca.